# Tinód
Tinód  falu Romániában, Bihar megyében.

## Fekvése
A Réz-hegység alatt, a Sebes-Körös mellett található Élesdtől keletre fekvő település.

## Nevének eredete
A település neve valószínűleg a növendék üszőborjú jelentésű magyar Tinó közszó  -d képzős származéka, a falu egykori lakosai az apátságnak tinóval adóztak.

## Története
Az Árpád-kori települést a Váradi regestrum említi először, már 1219-ben is a mai nevén, Tinod-nak írták.
1406-ban Thynod, az 1466-os összeírásokban  pedig Thynold- ként írták nevét.
A 19. század első felében Batthyány József volt a település földesura.
A 20. század elején Bethlen Aladárnak és nejének Batthyány Vilma grófnőnek volt itt nagyobb birtoka.
Tinód a trianoni békeszerződés előtt Bihar vármegye Élesdi járásához tartozott.

## Nevezetességek
- Görögkeleti temploma 1659-ben épült.